# Największe przeboje non stop
Największe przeboje non stop – siódmy album zespołu Boys, wydany  w 1995 roku w firmie fonograficznej Green Star. Zawiera największe przeboje zespołu z lat 1991–1996. Płyta została przygotowana przez Marka Sierockiego.
1. „Jesteś ładna”
2. „Jezioreczko”
3. „Jagódka”
4. „Usłysz wołanie”
5. „Wolność”
6. „To nie USA”
7. „Gwiazdka”
8. „Dziewczyna z marzeń”
9. „Hej, moja dziewczyno”
10. „Miłość Cygana”
11. „Anulka”
12. „A ja się bawię”
13. „Zabawa we wsi”
14. „Inna dziewczyna”
15. „Letnie wspomnienie”
16. „Bawmy się”
17. „Planeta miłości”